# El Salvador en los Juegos Mundiales de Breslavia 2017
El Salvador fue uno de los 102 países que participaron en los Juegos Mundiales de 2017 celebrados en Breslavia, Polonia.
El Salvador inscribió únicamente un deportista a la justa, Roberto Hernández quien participó en las competencias de Tiro con arco. No obtuvo ninguna medalla.

## Tiro con arco
| Masculino         |                      |     |    |                           |         |                 |         |           |           |           |           |           |           |           |
| Roberto Hernández | Compuesto individual | 704 | 10 | # Khambeswaran Mohanaraja | 146:136 | # Esmaeil Ebadi | 148:150 | Eliminado | Eliminado | Eliminado | Eliminado | Eliminado | Eliminado | Eliminado |